# Amphioplus verrilli
Amphioplus verrilli är en ormstjärneart som först beskrevs av George Richard Lyman 1879.  Amphioplus verrilli ingår i släktet Amphioplus och familjen trådormstjärnor. Inga underarter finns listade i Catalogue of Life.